# Escudo arábigo-nubiano

Extensión del escudo arábigo-nubiano. Al oeste limita con el metacratón sahariano. Los colores indican la edad de las rocas (Arqueano, Pre-Neoproterozoico, Mesoproterozoico, Neoproterozoico).

El escudo árabe-nubio en el supercontinente Pannotia c. 570 millones de años atrás, antes de la apertura del Mar Rojo.

El escudo arábigo-nubiano (EAN) es una exposición de rocas cristalinas precámbricas en los flancos del Mar Rojo. Las rocas cristalinas son en su mayoría de edad neoproterozoica. Geográficamente, y de norte a sur, el EAN incluye partes de Israel, Jordania, Egipto, Arabia Saudita, Sudán, Eritrea, Etiopía, Yemen y Somalia. El EAN en el norte está expuesto como parte del desierto del Sahara y del desierto de Arabia, y en el sur en el macizo etíope, la provincia de Asir en Arabia y las tierras altas de Yemen.

## Geología

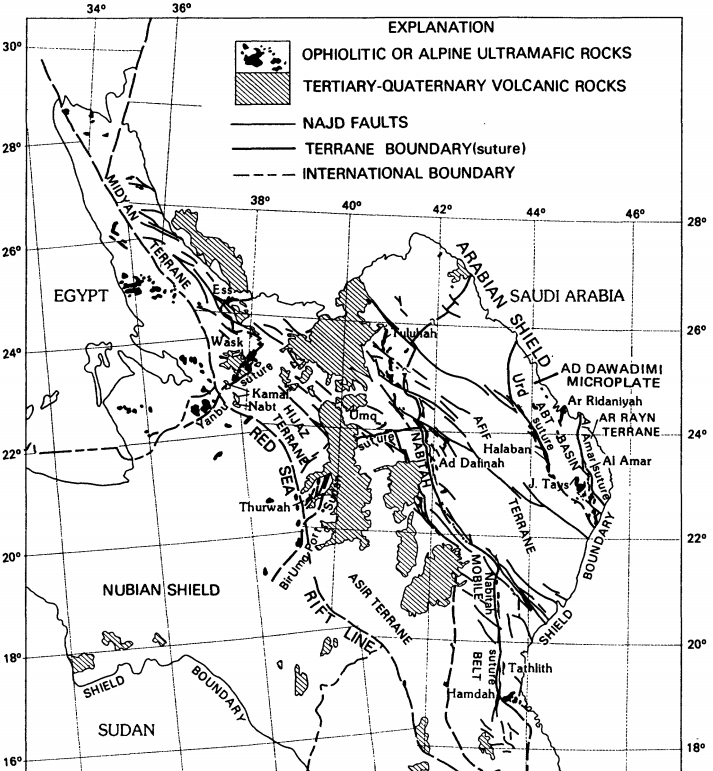
Escudo arábigo-nubiano antes del rift del Mar Rojo, con terrenos del Escudo etiquetados

El escudo arábigo-nubiano es la mitad norte de una gran zona de colisión llamada Orogenia de África Oriental. Esta zona de colisión se formó cerca del final del tiempo neoproterozoico cuando el este y el oeste de Gondwana chocaron para formar el supercontinente Gondwana. La orogenia de África Oriental se extiende hacia el sur hasta el cinturón de Mozambique y es un subconjunto de la orogenia panafricana general. El ensamblaje de Gondwana coincidió con la ruptura de Rodinia, el cierre del océano de Mozambique y el crecimiento del escudo hace 870  millones de años (Ma). Este crecimiento del escudo se extendió durante los siguientes 300 millones de años e incluyó la convergencia del arco insular y la sutura del terreno hace 780 Ma, finalizando hace 550 Ma. En este momento, el orógeno de África Oriental se convirtió en un margen pasivo y en la costa sur del océano Paleo-Tetis.
Se han atribuido una serie de características a la tectónica extensional de etapa tardía, incluido un enjambre de diques de tendencia noreste generalizado, fallas normales de tendencia noreste-suroeste y cuencas sedimentarias de tendencia noroeste-sureste llenas de depósitos de molasa posorogénicos.
En la ruptura continental influyeron debilidades de la corteza antes de 500 Ma, cuando la península arábiga se alejó de África, y en la formación de la cuenca del Mar Rojo a principios del Oligoceno. Para entonces, algunas de las rocas paleozoicas y mesozoicas se habían erosionado, si es que alguna vez se habían depositado. De hecho, los 1,200 kilómetros (750 mi) ancho cinturón orogénico EAN, tiene una estructura cortical en capas actual, con una profundidad Mohorovicic uniforme de 35–45 kilómetros (22–28 mi) . La deposición de evaporitas posterior al rift ocurrió hasta el Plioceno, cuando se hizo cargo de un ambiente marino.

## Depósitos de oro
Como señalan Rosemarie y Dietrich Klemm, "... los depósitos de oro explotados en la antigüedad ocurren casi exclusivamente en las secuencias neoproterozoicas del EAN en el desierto oriental de Egipto y el norte de Sudán". El escudo en esta parte de África consiste en un basamento africano cratónico o "infraestructura", cubierto por una "superestructura" de cabalgamiento panafricana. La infraestructura consta de gneis de migmatita y cúpulas de gneis como Gebel Hafafit y Gebel Meatiq. El metamorfismo está asociado con la tectónica de cabalgamiento, pero no tiene relación con las antiguas minas de oro. La superestructura consiste en secuencias tipo ofiolita con arcos insulares volcánicos, sedimentos y granitos postorogénicos. Las secuencias de ofiolita varían en edad de 746 a 832 millones de años y son principalmente serpentitas con elevados valores de oro de 25 partes por mil millones. Los sedimentos de Hammamat, comunes en Uadi Hammamat y conocidos como piedra "bekhen", consisten en grauvacas y limolitas, que están ligeramente enriquecidas en oro. Los sedimentos de Hammamat incluyen intrusiones de diques y volcanes de dacita a riolita Dokhan, que se formaron en las primeras etapas de la orogenia hace 625–600 Ma. Este vulcanismo incluye las canteras imperiales de pórfido romanas, como Mons Claudianus. Las intrusiones de granito incluyen dos secuencias, una más antigua 709–614 Ma y una secuencia más joven en 596–544 Ma, que incluye el granito de Asuán en 565 Ma. El margen incluye granodiorita y diorita, y lo más importante, vetas de cuarzo aurífero . Estas vetas se mineralizaron a partir de flujos hidrotermales dentro de las brechas de extensión tectónica, o dentro de cavidades por cizallamiento. Estas características fueron explotadas por los prospectores del Imperio Nuevo de Egipto. Esto es especialmente cierto para las antiguas explotaciones auríferas orientadas en zonas de cizallamiento norte-noroeste-sur-sureste, como los sitios en Hammama, Abu Had, Wad Atalla el-Mur, Atalla, Umm el Esh Sarga, Fawakhir, El-Sid, Umm Soleimat y Hamuda.
Wadi el-Sid fue la principal zona minera del Imperio Nuevo de Egipto, con altas leyes de oro de 30 gramos por tonelada en las vetas de cuarzo mineralizado dentro de secuencias de ofiolita cizallada de serpentinita y metabasalto, imbricadas con sedimentos de Hammamat, en contacto directo con los márgenes de tonalita del plutón de granito de Fawakhir. La napa de ofiolita data de 850 a 770 Ma, mientras que el plutón Fawakhir data de 574 Ma. Estas vetas ricas en oro están orientadas de acuerdo con la extensión postectónica, algo que los prospectores egipcios entendieron.
El área del pozo de Umm el-Fawakhir incluye un gran asentamiento ptolemaico y molinos de piedra redonda que datan del período romano o árabe temprano hasta los molinos de piedra ovalada del Imperio Nuevo. Incluso están presentes martillos de puño del Imperio Antiguo/Medio. Los relaves fueron reelaborados por Louison Company desde la década de 1930 hasta 1956.